# Giambattista Vico
Giovanni Battista („Giambattista“) Vico (født 23. juni 1668 i Napoli, Neapel, død 23. januar 1744 i Napoli) var en italiensk historie- og retsfilosof, kendt for værket fra 1725 Scienza Nuova, "Den nye Videnskab", hvor han fremlægger en historieteori med fokus på historien som menneskeskabt og ikke skæbnebestemt.

## Biografi
Han var søn af af en ikke særlig velstillet boghandler.

Tidligt i sin barndom faldt han ned fra den stige, der førte op til et lille loftsrum familien brugte som soveværelse. Han slog hovedet så alvorligt at lægen forudsagde, at Vico enten ville dø eller blive idiot. Vico døde af alderdom, og idiot er absolut ikke et prædikat man kan tilskrive Vico. Efter faldet blev han dog beskrevet som streng og melankolsk.
Selv om Vico gik i flere forskellige skoler, er han i høj grad selvlært. Livet igennem læste han meget og hans læsning var kendetegnet ved personlige udlægninger af teksterne mere end blot bogstavelig gengivelse. Som hovedparten af sin tids tænkere blev han inspireret af Descartes’, Spinozas og Lockes filosofi. Til forskel fra de fleste af sin samtids tænkere accepterede han dog ikke hovedløst deres fælles grundantagelse, at menneskets natur i bund og grund er uforanderlig. 

Han afviste og argumenterede imod dem og tilbød i stedet sin egen historiske opfattelse af menneskets natur og dermed også en ganske anderledes teori om menneskets erkendelse af verden. Som så mange andre genier blev han dog ikke anerkendt af sin samtid og havde ganske vanskeligt ved at få sine skrifter udgivet eller endog læst.
I 1699 fik han ansættelse ved universitetet i Napoli som underviser i retorik. En stilling han beholdt til 1741. Det var i denne periode han parallelt med og ud fra sine forelæsninger arbejdede med at få formuleret og samlet sine tanke til en fuldbyrdig teori. 

Vico døde i samme loftsrum, han var på vej op til, da han faldt som barn, i januar 1744, 75 år gammel.

## Scienza Nuova, "Den nye Videnskab"
Vicos hovedværk Scienza Nuova – Principi di scienza nuova d'intorno alla commune natura delle nazioni, "Principperne for en ny videnskab om folkenes fælles natur" –
eller Den nye Videnskab, som han begyndte på i 1720 og med første udgave i 1725 (Scienza nuova prima), kan læses som både en kritik af den opfattelse af menneskets natur, der kommer til udtryk hos de nævnte filosoffer og et forsøg på at tilbyde en ny filosofisk antropologisk undersøgelsesmetode. Vico kritiserer både den rationalistiske og den empiriske retning inden for filosofien, både for deres aksiomer og deres metoder.
Selve værket er opbygget efter samme metode som Vico forsøger at argumentere for at man må benytte sig af, hvis man vil tale om, og dermed få viden om menneskets natur og dermed samfund.
Vico begynder værket med en nærmest idehistorisk etymologisk undersøgelse af de tidligste sprog og dermed samtidig den tidligste menneskelige historie. Dernæst illustrerer han det ved en kronologisk tavle over menneskeslægtens historie ud fra de forskellige sprog og civilisationsformer, menneskeslægten har været igennem. Selve menneskeslægten deler han op i forskellige stammer eller stamfolk. Man kan da se i tavlen, at disse stamfolk har været igennem præcis de samme stadier på vejen op til tiden omkring den anden puniske krig mellem Rom og Karthago 219-201 f.Kr.. En undtagelse er dog jøderne, der direkte fra Gud meget tidligt får en nedskreven lov. Et sådant abstrakt skriftsprog skal de andre folkestammer grueligt meget igennem for at opnå.
Hvad man må lægge mærke til er, at der for Vico ikke er tale om at finde tilbage til nogen hypotetisk før-sproglig tilstand, som man for eksempel kan se Hobbes’ naturtilstand som. Man ser i oversigtstavlen, at i overensstemmelse med Biblen, begynder menneskeslægtens historie på ny efter syndfloden, og derfor begynder oversigten på dette tidspunkt, som Vico i tavlen lader være sket i år 1656 efter jordens skabelse.
Vi kan altså ved hjælp af Vicos metode nå tilbage til menneskeslægtens og derved menneskehedens begyndelse og herved også tilbage til sprogets oprindelse.

## Vico og samtiden
Vico mellem Descartes' dualisme og Spinozas monisme.
René Descartes er ofte blevet kritiseret for sin dualisme. Siden Descartes ved hjælp af sine stærke og overbevisende argumenter har fået skilt mennesket ad i to væsensforskellige entiteter, har filosofien kæmpet med at få overvundet den kløft der viste sig imellem vores mentale og fysiske verden. 

Op igennem filosofiens historie er der kommet talrige bud på, hvordan man enten kan løse eller opløse sjæl-legeme problematikken. Spinoza er med sin monisme en af de filosoffer, der forsøger at opløse problematikken ved at prøve at overbevise sine læsere om, at der kun kan være én substans, og sjælen og legemet da nødvendigvis må være forskellige måder denne substans kan vise sig på. Denne substans må da også være overensstemmende med Gud ifølge Spinoza. At hævde alt andet vil være en form for blasfemi, da man derved ville hævde, at Gud ikke er uendelig, og således må være begrænset, og dermed ikke fri. Descartes henviser også til Gud som garant for rigtigheden af såvel sine argumenter som af sin erkendelse .
Man kan se at Vico er blevet inspireret af disse to filosoffer som han så absolut ikke vil erklære sig enige med, deri at også han vil gå med til at opdele mennesket i en åndelig og en legemlig størrelse. Der skal ingen tvivl være om Vicos kristne tro. Hele livet igennem var Vico troende. Så udover at Vico sikkert ikke har noget imod den del af Spinozas teori, der argumenterer for, at Gud må være uendelig og årsag til vores erkendelses udspring, så spiller Gud også en central rolle i opbygningen af Vicos system. Vico kan siges at være enig med både Descartes og Spinoza i at Gud må være den ultimative garant for vores erkendelse, så længe man er klar over at de hver især mener noget ganske særligt ved denne formulering. Hvilket kan siges at være en pointe i sig selv ud fra Vico.
Gud har skabt verden, og som skaber af verden er han den eneste, der kan forklare verden til fulde. Ganske analogt til Spinozas argument for at substansen må være selvforklarende og selvforårsagende. Denne antagelse universaliserer Vico dog til at gælde alle skabere og skaberværker. Kun skaberen kan have mulighed for til fulde at kunne forstå og derved forklare det skabte.
Rationalisterne og menneskets indre evner.
Selv om Vico anerkender og er enig med rationalisterne i, at menneskets indre fakultet er væsentlig for dets forståelse af verden, så er han absolut ikke enig med dem i, at denne menneskets indre evne er så statisk og uforanderlig, som det bliver beskrevet hos såvel Descartes som Spinoza.
Idet Gud har skabt verden og dermed også menneskene, så er han den eneste, der med rette kan siges at have mulighed for at forklare og forstå såvel verden som menneskene til fulde. Han har skabt mennesket med et besjælet legeme. Idet Vico modsætter sig, at menneskets mentale virke skulle være så fikseret og statisk, som rationalisterne implicit hævder det må være, så siger han samtidig, at menneskenes mentale virke udvikles. Det er ikke således, at vi blev skabt med en formfuldendt fornuft og dermed begrebsapparat med hvilken og hvilket vi kan erkende verden og dens indretning.
Empiristernes sansedata
Her kommer hans inspiration fra empirismen ind i billedet. Vi modtager sansedata og ud fra dem får vi vores indtryk af verden og dens indretning, og ud fra dem danner vi ideer og begreber om verden. Det er dog ikke således, at vi som empiristerne hævder, modtager direkte umiddelbare sanseindtryk, der kausalt deraf danner overensstemmende ideer i vores indre, som vi så med fornuften ser sammenhængen imellem og dermed indser de forskellige sammenhænge i verden. Idet Gud og ikke mennesket har skabt verden, kan menneskene ikke komme til at forstå det ydre fuldstændigt. Vi kan dog med hjælp fra vores mentale virke og ud fra vores eget legemes sanser forsøge at forklare verden. 

Vico skriver:

”Mennesket gør, på grund af den menneskelige bevidstheds ubegrænsede natur, der hvor denne er fortabt i uvidenhed, sig selv til målestok for universet.”

Et sideblik på Humes fakta og forhold mellem ideer
Man kan med fordel erindre sig Humes skelnen imellem ”matters of fact” og ”relationship of ideas” i A Treatise of Human Nature. Den første kategori omhandler forholdet imellem sanseindtryk og forestillinger, og den anden udelukkende om forholdet imellem ideer.
Den første kan give os sandsynlig erkendelse og kun den sidste sikker erkendelse.
Det er ganske usandsynligt at Vico har kendt til Humes filosofi og især A Treatise of Human Nature, der ikke blev læst af mange i Humes egen levetid. Det ville derfor være vovet at påstå, at Vico skulle være direkte inspireret af Humes filosofiske arbejde. Dog kan man for forståelse af Vicos filosofiske tankegang med fordel trække på nogle af empirismens grundtanker, som vi kan finde meget velformuleret hos Hume. Hans afvisning af vores menneskelige mulighed for at erkende et eventuelt kausalt forhold imellem fænomener i verden bygger nemlig på denne skelnen imellem, hvad vi kan sige og dermed fatte om det ydre og det indre. Ved empirismen ser vi nemlig også en nedvurdering af, hvad vi med hjælp af vores fornuft kan erkende, og faktisk erkender.
Fra det enkelte menneske til menneskeslægtens historie.
Vico nedvurderer endog mere end empirismen fornuftens rolle i menneskets erkendelse af verden. Det er ikke ved hjælp af fornuften vi fatter verdens reelle indretning. Den kan vi jo slet ikke komme til at fatte fuldt ud, da vi ikke har skabt den. Fornuften er ikke menneskets primære fakultet. Det er derimod vores forestillingskraft, evne til at være forsynet og vores trang til at ville forstå den verden vi er uvidende om. (Se længere nede om dette begreb forsyn)
I modsætning til såvel rationalismen og empirismen er det enkelte menneske ikke alene i sit erkendende udgangspunkt. Nok er mennesket  skabt ens, men ikke så ens og ikke med en så statisk fornuft at hvert menneske i udgangspunktet har et privat sprog, der på grund af menneskenes enshed i natur må blive det samme. 

Dette viser sig i det faktum, at alle mennesker ikke taler det samme sprog, og ikke altid har talt det samme sprog. Mennesket befinder sig i et socialt forum og det er i dette sociale forum det ud fra sig selv må danne sig sine ideer og begreber til forklaring af verden. Hermed udvikler menneskene både deres sprog, fornuft og verden. Menneskene skaber selv kontinuert deres sprog og dermed deres verden ud fra evnen til forsyn og ved hjælp af sin forestillingskraft. I stedet for at undersøge menneskets natur ud fra det enkelte menneske, må man da i stedet undersøge hele menneskeslægtens historie.
Vico skriver om en fælles sans:

”142. Fællessansen er en dømmekraft helt uden refleksion, som er fælles følt af en hel orden, et helt folk, en hel nation eller hele menneskeslægten.
144. Ensartede ideer, som er opstået blandt hele folk, der ikke kender til hinanden, må have en fælles sandhedsgrund.
145. Dette aksiom er et vigtigt princip, som fastslår, at menneskeslægtens fællessans er det kriterium, som det guddommelige forsyn har lært nationerne, så de kan afgøre det sikre med hensyn til folkenes naturlige ret. [321f.] Denne [fællessans] får nationerne en sikker forståelse af, idet de erkender den substantielle enhed i denne ret, i hvilken de alle med forskellige modifikationer stemmer overens.”

Der hvor menneskene stemmer overens er nemlig i deres udgangsposition som besjælede og ikke som færdigt udviklede fornuftsvæsner.
Nødvendigheden af at undersøge menneskenes historie.
Vil vi undersøge menneskenes fornuft, må vi undersøge menneskenes historie. Ud fra ovenstående kan vi dog se, at det ikke er os muligt objektivt at undersøge historien som en række af hinanden efterfølgende kendsgerninger, da det vi forstår ved kendsgerninger må være farvet af vores nuværende sprog og hermed verdensbillede. Vil vi undersøge menneskenes historie, så må vi undersøge menneskenes sprog og lede efter de mulighedsbetingelser, der har gjort at det har udviklet sig som det har. 

Ud fra Vicos antagelse om, at det kun er skaberen af det skabte, der kan komme til at forstå det skabte fuldstændigt, kan vi i højere grad komme til at forstå vores egne sprogs udvikling end den ydre verdens udvikling som en række af årsager og virkninger. Ud fra Vico må vi til og med sige, at der er principiel forskel imellem den form for viden vi kan få ud fra observation af ydre fænomener og den vi kan få ved en undersøgelse af vores indres kreation. Menneskeslægtens historie er ikke en historie om årsager og virkninger, men nærmere en historie om stræben, kæmpen, mål, motiver, håb, frygt og attituder; kort sagt menneskelig handlen. Vico drager her et kraftigt skel imellem naturvidenskab og humanisme; imellem, hvad Sir Karl Popper ville kalde teoriladet: observation på den ene side og selvforståelse på den anden.
Der må dog ifølge Vico være et gennemgående mønster i, hvordan en gruppe af mennesker udvikler sig, og dermed noget karakteristisk ved denne gruppe menneskers handlen i et hvilket som helst samfund en given gruppe af mennesker udgør på et givent punkt i deres udvikling, hvilket vil sige dens historie.

Dette simpelthen fordi vi dog er ens i udgangspunktet. Dette gennemgående mønster må vi da til og med kunne komme til en form for forståelse af, da alle grupper af mennesker for det første nødvendigvis må udvikle sig i overensstemmelse med det og for det andet selv har været med til at skabe det.
Udviklingsfaser eller stadier 

Disse faser, som en hvilken som helst gruppe mennesker må gennemgå i sin udvikling, må altså være intelligible og ikke blot kausalt forbundne, da forbindelsen sker i kraft af menneskenes målrettede handlen, designet til at opfylde behov og ønsker, ved opfyldelsen af hvilke nye behov og ønsker opstår. Faserne er forståelige for den, som er i besiddelse af en tilstrækkelig grad af selv-forståelse, og optræder i en orden som da hverken er tilfældig eller mekanisk determineret, men formes af selve menneskelivet. De forskellige stadier eller faser ethvert samfund, og menneskeheden som sådan, ifølge Vico nødvendigvis må gennemgå, beskrives i sætning 239 hvor Vico skriver:

”Rækkefølgen i de menneskelige ting gik frem således, at først kom skovene, dernæst hytterne, så landsbyerne, endelig byerne og til sidst akademierne.”

Pointen er her til dels, at menneskene kun gradvis fik evnen til at tænke abstrakt. Først er da den guddommelige periode, der er domineret af menneskets sanser. Mennesket forsøger på dette stadie at beskrive verden direkte ud fra sine egne sanser og dermed ud fra sit eget legeme med antagelsen om:

” …at når mennesket ikke kan danne sig nogen idé om fjerne og ukendte ting, vurderer det dem ud fra de ting, som er kendte og nærværende for den.” 

Dette betyder blandt andet at:

”180. Når menneskene er uvidende om de naturlige årsager, der frembringer tingene, og end ikke kan forklare dem ved hjælp af andre ting der ligner dem, så lægger de deres egen natur ind i tingene; ligesom folk for eksempel siger, at magneten er forelsket i jernet [377]
181. Dette aksiom er en lille del af det første [120]: at på grund af sin ubegrænsede natur gør den menneskelige bevidsthed, når den er fortabt i uvidenhed, sig selv til målestok for universet hvad angår alt det, den er uvidende om.”

1: det poetiske stadie 

Dette første sprog, som menneskene udvikler her er, hvad Vico kalder det poetiske sprog. Når Vico kalder det for poetisk betyder det altså ikke, at det udelukkende består af digte, og tales i vers, men at sproget bestod af såkaldte naturlige tegn og symboler, hvilket netop betyder, at mennesket forstod verden direkte ud fra sit eget legeme. 

Poetisk betyder altså for Vico ikke kun digterisk, men originalt eller måske endog ægte. På dette stadie ridder Thor faktisk over himlene og mosekonen brygger faktisk øl. Alle de nye ganske symbolske metaforer var virkelige og en faktisk del af menneskenes verden på dette stadie.
2: det heroiske stadie 

Det næste stadie menneskene må igennem kalder Vico for det heroiske stadie. Han henviser her til tiden omkring nedskrivelsen af Homers digte. Nok var der på dette tidspunkt kommet mere abstrakte henvisende symboler og metaforer til, men disse havde stadig deres oprindelse i en forestilling tæt forbundet med det menneskelige legeme.
3: det abstrakte stadie med begreber 

Det tredje stadie er da det stadie hvor menneskene har overvundet den tætte forbindelse med legemlige forestillinger og har tilegnet sig evnen til at tænke abstrakt og dermed bruge begreber som ’begreb’, ’tegn’, ’penge’ etc.
Først når man befinder sig på dette niveau kan man begynde at undersøge menneskeslægtens historie, for først på dette niveau har mennesket tilegnet sig evnen og hermed sproget til med den rette ballast at kunne dykke ned i fortidens symboler og se, hvad de betød dengang i forhold til nu, og dermed opbygge en viden om menneskets natur.
Menneskeslægten i evig udvikling.
For Vico er den individuelle karakter af ethvert samfund eller epoke konstitueret ved de faktorer og elementer, som det måtte have til fælles med andre perioder og civilisationer, men enhver partikulær periodes eller civilisations mønster kan skelnes fra alle andres, og som logisk konsekvens af dette må begrebet ’anakronisme’ betegne manglen på bevidsthed om den intelligible nødvendige orden af efter-hinanden-følgenhed som sådanne civilisationer må følge. 
Både rationalismens og empirismens antropologiske forståelse kan altså siges at være udtryk for anakronisme. De har ikke indset, at menneskeslægten er i evig udvikling, og dens verdensopfattelse med den.
Ud over at menneskets sprog da ikke kan være statisk, så kan det ej heller være et kunstigt fremstillet medium til kommunikation, men må være en for mennesket naturlig form for selvudtrykkelse.
Transcendental antropologisk sproglig undersøgelse som det væsentlige i Vicos "ny videnskab".
Det Vicos ny videnskab altså tilbyder er en metode til at kunne forstå andre og tidligere fasers og kultures verdensbilleder, og dermed deres sprog for at kunne forstå historien og dermed os selv. 

Metoden er da ikke funderet på menneskets rationelle evne, men er nærmere en metode til beskrivelse af blandt andet netop denne evnes udvikling. Den evne metoden da er funderet på er ifølge Vico en form for rekonstruerende forestillingsevne som er kombinationen af menneskets forestillingskraft og evne til forsyn.
Metoden går da ud på, ved hjælp af fantasia, at fatte den sociale ændringsproces og vækst ved sammenligning af den parallelle ændring og udvikling af symbolerne igennem en undersøgelse af de symboler igennem hvilke menneskene har udtrykt sig, og udtrykker sig.
Denne form for metode begynder med en forståelse af igennem hvad og hvordan mennesker udtrykker sig, og forsøger derved at nå til et verdensbillede, som disse udtryk forudsætter og artikulerer. Herved kan man sige, at det Vico i Den nye Videnskab taler om er en form for transcendental antropologisk sproglig undersøgelse.

## Denpoetiskesprogopfattelse
Vico behandler det poetiske sprog nærmest sporadisk igennem sit værk. Igen og igen fremkommer der sentenser, dele af argumenter og henvisninger til dette originale menneskesprog. Det til trods for, at det ifølge værkets inddeling ser ud til at blive behandlet specielt i anden bog ”Om den poetiske visdom”. 

I kraft af Vicos nærmest etymologisk historiske tilbagegangs-metode er det hele tiden nødvendigt at bevæge sig ned igennem såvel det historiske stadie vi befinder os på nu, som det foregående heroiske stadie, for at forsøge, ved hjælp af vores forestillingskraft og forsyn, at komme til at sænke os ned i en art umiddelbar forståelse af dette ældste sprog.
Det poetiske sprog som det guddommelige sprog, uden abstraktioner.
Det poetiske sprog er et sprog uden abstraktion. De tegn der findes i dette sprog er at forstå direkte. Vokabularet rummer ikke plads til refleksion. Vokabularet består af, hvad vi i dag vil kalde tegn og symboler, men som på dette stadie er at forstå som direkte referenter til menneskenes sjæleliv. 

Mange af naturens fænomener som var disse symboler, var guder. Derfor kalder Vico også det poetiske sprog for det guddommelige sprog. Dette betyder, at præster var dette stadies filosoffer. De kunne forklare verden ved direkte at læse i for eksempel et dyrs indvolde ved hjælp af deres forestillingskraft og forsyn, som de igennem fællessansen, eller folkeånden delte med resten af det pågældende samfund.

### Resumé
Det billede vi med Vico får at menneskets natur, er altså at det er kendetegnet ved for det første at være del af et fællesskab, man på sin vis med forsigtighed kan kalde for et sprogfællesskab, der er bundet sammen af en form for fælles forståelse. Mennesket er et sprogligt væsen, men ikke fra begyndelsen et færdigt udviklet sprogligt væsen. 

Det kan se ud som om Vico mener, at der kun er tre stadier for menneskeslægten at gennemgå og vi da ved at være på dette tredje stadie er færdigudviklede. Dette i og med man ved Vicos værk får en fornemmelse af at han nærmest må være besat af tredelinger. Stort set alle emner bliver delt op i tre. Og Vicos undersøgelse stopper ved det tredje stadie, som han selv befinder sig i.
Om Vicos brug af begrebet forsyn.
Det vil dog næppe  stride imod Vicos forståelse af hverken mennesket eller sproget, at der vil være mulighed for endnu en udviklingsrække. Ifølge Vico er det nemlig ikke muligt at skue frem men kun tilbage. Godt nok hænger han meget af sit system op på et begreb om forsyn, hvilket mildt sagt er et nærmest mystisk begreb, hvis meningsindhold ikke er umiddelbart givet eller bliver forklaret i værket. 

Forsyn må være i familie med for eksempel empirismens induktivistiske erkendelse af virkeligheden. Her er der dog ikke tale om en direkte forudseen af fremtidige hændelser, hvad man kunne sige ville være tilfældet, hvis vi med sikkerhed kunne bruge vores begreb om kausalitet om naturens fænomener, men om en, på grundlag af hidtidige erfaringer, påståen af forventede hændelser. Vico bruger dog dette begreb omvendt, så vi på baggrund af nutidige forståelser af blandt andet metaforer, kan komme med kvalificerede gæt på, hvordan disse metaforer er blevet forstået under hvilke forhold førhen.
Idet Vicos metode i sin essens er en ren grammatisk undersøgelse af metaforer, ordsprog og hvad vi i dag vil kalde poetiske skrifter, kan man også se Vico sprogopfattelse i sin helhed som poetisk.
Det kan uden de store satsninger hævdes, at man ifølge Vicos eget system og metode kan sige, at såvel menneskeslægten som menneskesproget, og derved dets verden har mulighed for at udvikle sig videre end det niveau Vico selv står på. 

Det skulle altså være forsvarligt  at hævde at sproget ifølge Vico kan beskrives som en proces og ikke et på et givent tidspunkt færdigudviklet produkt. Men dette er at trække Vicos tanker videre end hans egen sprogteori rækker.